# 中枢神经系统疾病
中枢神经系统疾病，是指影响中樞神經系統内的人腦或脊髓结构或功能的神经系统疾病。

## 迹象和症状
每种疾病都有不同的体征和症状如持续性头痛；面部，背部，手臂或腿部疼痛；无法集中注意力；失去感觉；记忆丧失；失去肌肉力量；震颤；癫痫发作；反射增强，痉挛，抽搐；麻痹；讲话含糊不清。如有这些影响应该就医。

## 治疗
中枢神经系统疾病有多种治疗方法，包括手术、神经康复和处方药物。